# Cross-Harbour Tunnel
Le Cross-Harbour Tunnel (Tunnel de la traversée du détroit en français) est un tunnel sous-marin à Hong Kong (Chine) qui traverse le détroit de Victoria Harbour, reliant le quartier de Wan Chai sur l'île de Hong Kong, au sud, au quartier de la gare de Hung Hom à Kowloon au nord. Il constitue l'un des trois moyens routiers pour traverser le détroit marin qui sépare l'île de Hong Kong de la presqu'île de Kowloon avec le Western Harbour Crossing et le Eastern Harbour Crossing.
Il est ouvert uniquement à la circulation automobile. Il constitue le moyen le plus rapide, hors métro, pour traverser le plus rapidement le détroit, c'est-à-dire en cinq minutes lorsque la circulation est fluide. Utilisé par ailleurs par 44 lignes de bus, il est le plus souvent bouché aux heures de pointe.

## Histoire
Le tunnel fit l'objet d'un partenariat public-privé entre le Gouvernement colonial de Hong Kong et une entreprise privée, la Cross-Harbour Tunnel Company Limited (en chinois: 香港隧道有限公司) pour une concession sur une durée de 30 ans. Sa construction fut commencée en septembre 1969. Il a été ouvert au trafic le 2 août 1972 et constituait le jour de son inauguration le seul moyen routier de traverser le détroit. Le prix du péage était initialement fixé à 5 $ HKD ; son succès immédiat a rendu le tunnel financièrement rentable seulement au bout de trois ans et demi d'exploitation.
Le nouveau gouvernement de la Région administrative spéciale de Hong Kong en reprit la maîtrise trente ans plus tard à l'expiration de la concession, en 1999.

## Caractéristiques techniques
De type tunnel immergé, il consiste en deux tubes latéraux immergés sous l'eau dans lesquels circulent les véhicules, un pour chaque sens de circulation selon un plan en 2x2 voies, l'occidental pour le sens sud-nord et l'oriental pour le sens nord-sud, les véhicules circulant à gauche à Hong Kong, reliquat de son passé colonial. Il mesure au total 1 860 m.
Le péage est équipé de 14 guichets, 7 dans chaque sens. Il est situé à l'extrémité nord du tunnel, dans le quartier de Hung Hom, à proximité immédiate de la gare éponyme desservie par une station de bus qui jouxte le péage à sa gauche.